# بحيرات وادا

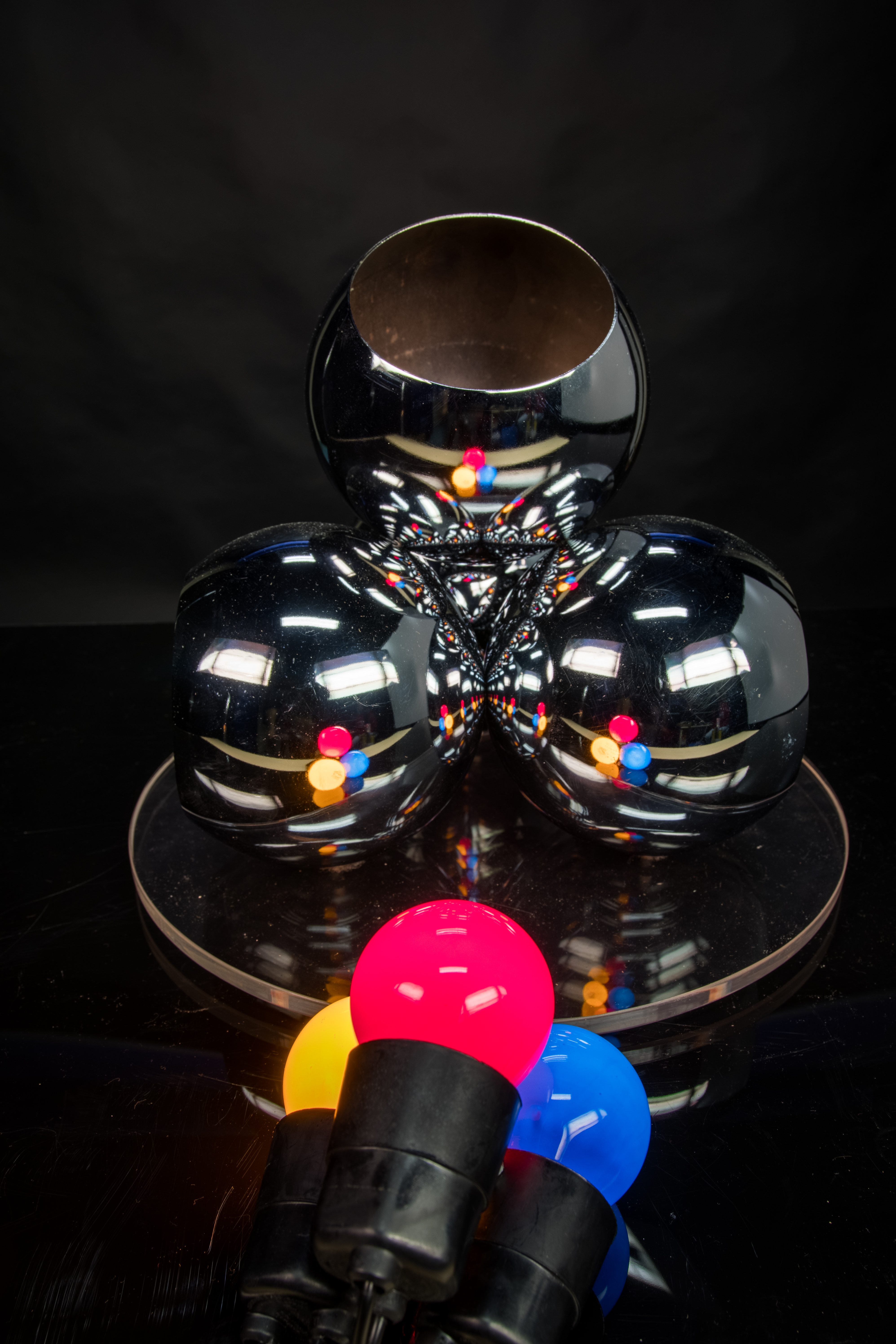
أداة تعريف إنجليزية غير معروفة، بحيرة، بسبب، وادا

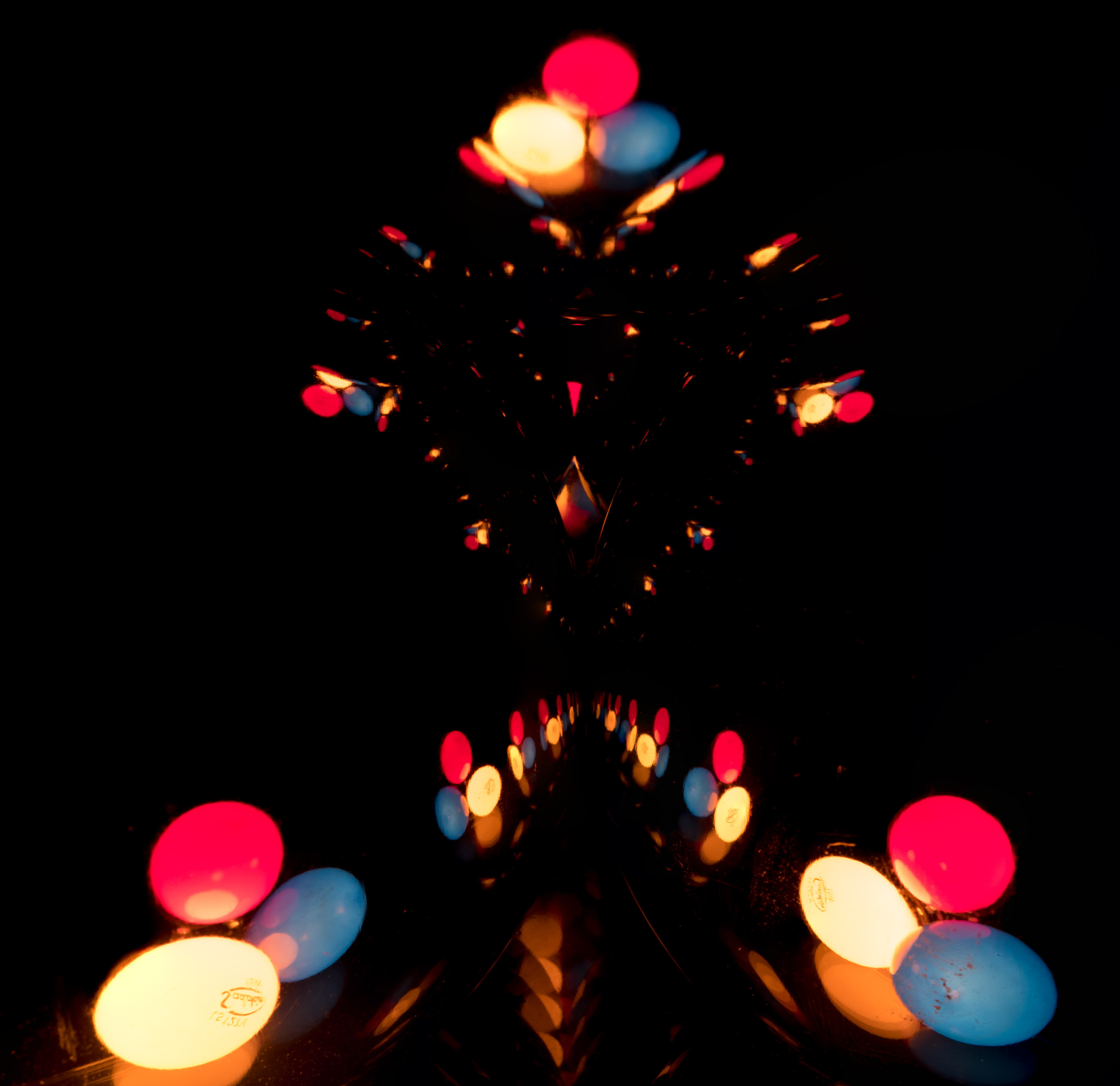
تمثيل بحيرة وادا

في مجال الرياضيات، تعد lakes of Wada (和田の湖 Wada no mizuumi) ثلاث مجموعات مفتوحة متصلة ومفكوكة من المسطح مع خاصية مضادة للحدس، وهذه جميعها لها نفس الحد.
ويُقال إن أكثر من مجموعتين مما لها نفس الحد لديها خاصية وادا (Wada property)؛ وتشمل الأمثلة على ذلك أحواض وادا في الأنظمة الديناميكية.
وتم تقديم بحيرات وادا من قِبل، الذي يدين بفضل اكتشافها لأستاذه تاكيو وادا.

## إنشاء بحيرات وادا

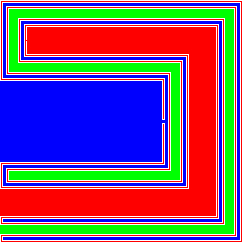
المراحل الخمس الأولى لبحيرات وادا

تتشكل بحيرات وادا من خلال البدء بمربع وحدة مفتوحة من الأراضي الجافة (من الدالة الهميومورفية إلى المسطح)، ثم حفر 3 بحيرات وفقًا للقاعدة التالية:
- في اليوم n = 1، 2، 3،... قم بتمديد البحيرة n mod 3 (=0, 1, 2) بحيث تمر داخل مسافة 1/n من جميع الأراضي الجافة المتبقية. يجب القيام بهذا الأمر بحيث يكون لدى الأراضي الجافة المتبقية جزء داخلي متصل وتكون كل بحيرة مفتوحة.

وبعد مرور عدد غير محدود من الأيام، لا تزال البحيرات الثلاث مفككة والمجموعات المفتوحة متصلة والأرض الجافة المتبقية هي حد كل بحيرة من البحيرات الثلاث.
على سبيل المثال، قد تكون الأيام الخمسة الأولى (انظر الصورة الموجودة على اليسار):
1. حفر بحيرة زرقاء يبلغ عرضها 1/3 تمر داخل √2/3 من جميع الأراضي الجافة.
2. حفر بحيرة حمراء يبلغ عرضها2 تمر داخل √2/32 من جميع الأراضي الجافة.
3. حفر بحيرة خضراء يبلغ عرضها1/33 تمر داخل √2/33 من جميع الأراضي الجافة.
4. تمديد البحيرة الزرقاء عن طريق قناة يبلغ عرضها 1/34 تمر داخل √2/34 من جميع الأراضي الجافة. (لاحظ القناة الصغيرة التي تربط البحيرة الزرقاء الرفيعة بالبحيرة السميكة، بالقرب من منتصف الصورة.)
5. تمديد البحيرة الحمراء عن طريق قناة يبلغ عرضها 1/35 تمر داخل √2/35 من جميع الأراضي الجافة. (لاحظ القناة الصغيرة التي تربط البحيرة الحمراء الرفيعة بالبحيرة السميكة، بالقرب من يسار الصورة.)

ويمكن لأحد أشكال هذا البناء إنتاج عدد غير محدود يمكن حصره من البحيرات المتصلة بنفس الحد: بدلاً من تمديد البحيرات في الترتيب 1، 2، 0، 1، 2، 0، 1، 2، 0، ....، قم بتمديدها في الترتيب 0، 0، 1، 0، 1، 2، 0، 1، 2، 3، 0، 1، 2، 3، 4، ...وهلم جرا.

## أحواض وادا

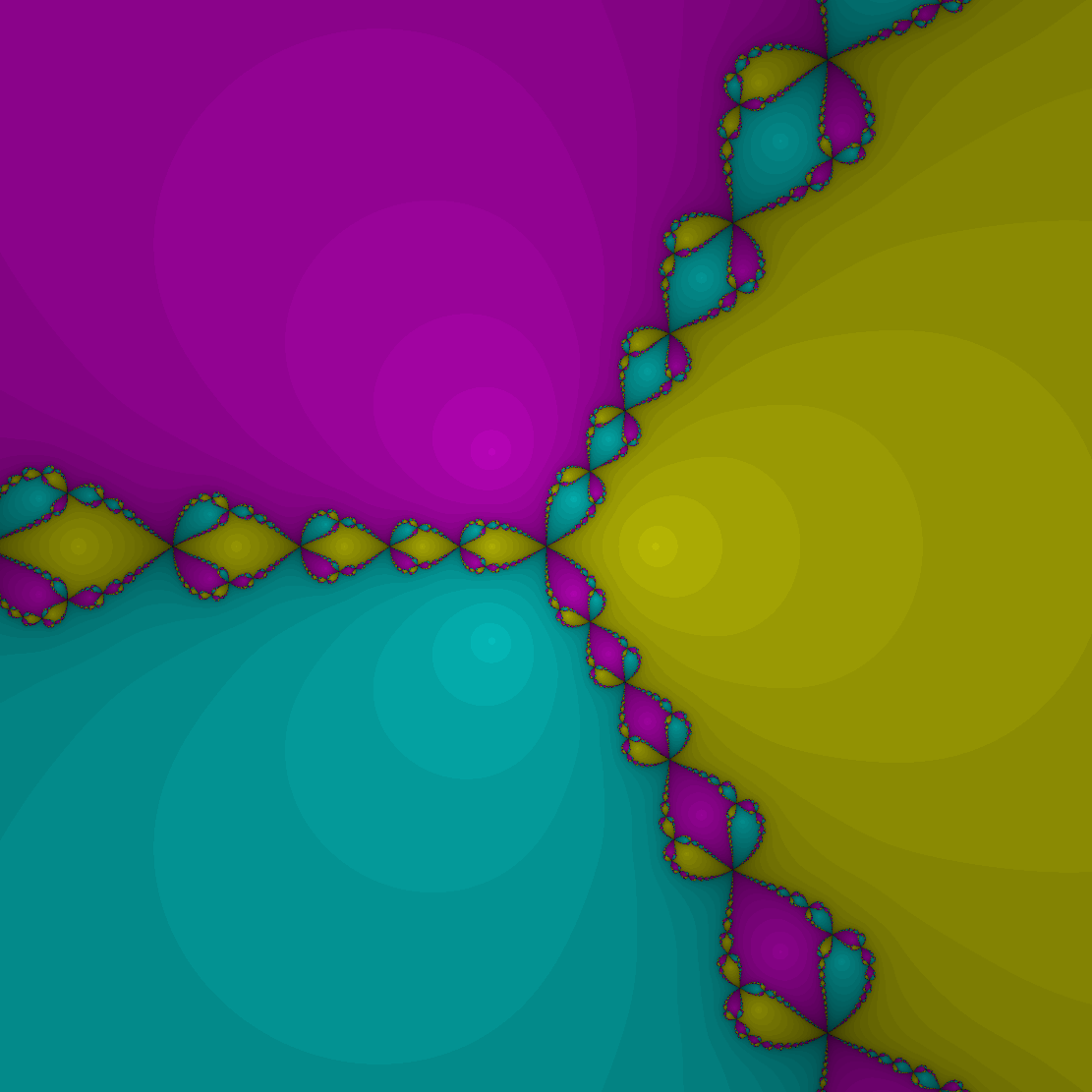
أحواض وادا التي تُعتبر محل جذب لـ z^{3} − 1 = 0; جميع الأحواض المفتوحة المنفصلة الثلاثة لديها نفس الحد

أحواض وادا هي أحواض ذات جاذبية خاصة تتم دراستها في الرياضيات الخاصة بالنظم غير الخطية. الحوض الذي لديه خاصية أن كل جوار لكل نقطة على حدود ذلك الحوض يتقاطع مع ثلاثة أحواض على الأقل يُسمى حوض وادا، أو يُقال عنه إنه يتمتع بخاصية وادا. وعلى عكس بحيرات وادا، فإنه غالبًا ما تكون أحواض وادا منفصلة.
ويتم إعطاء مثال على أحواض وادا من خلال طريقة نيوتن-رافسون التي يتم تطبيقها على متعدد الحدود المكعب مع جذور متميزة مثل z3 − 1; انظر الصورة.
أحد الأنظمة الفيزيائية التي توضح أحواض وادا هو نموذج الانعكاسات بين ثلاثة مجالات متصلة—انظر التناثر الفوضوي.

## وصلات خارجية
- An experimental realization of Wada basins (with photographs)
- An introduction to Wada basins and the Wada property
- Reflective Spheres of Infinity: Wada Basin Fractals
- Wada basins: Rendering chaotic scattering نسخة محفوظة 30 يونيو 2012 at Archive.is